# Музеј савремене уметности у Скопљу
Музеј савремене уметности у Скопљу (мкд. Музеј на современата уметност) је музеј смештен на брду Кале, у непосредној близини тврђаве Скопско кале, са посебним фокусом на модернизам.
Музеј је званично основан 1964. године, изградња зграде музеја започета је 5. априла 1969. године, а завршена је 13. новембра 1970. године, када је свечано отворена. Зграда је донација Владе Пољске. Данас, овај музеј је јединствена институција у Северној Македонији који прикупља и обрађује документацију македонске уметности и приказује важне историјске филмове. Прво реновирање музеја од његовог оснивања било је 22. фебруара 2014. године, када је уједно отворена и изложба „Солидарност - непотпун пројекат“.
Музеј је стациониран у оквиру Старе скопске чаршије.

## Историја
Идеја о оснивању музеја рађа се након земљотреса у Скопљу 1963. године, а након тога понуђен је велики број уметничких дела од стране колекционара уметности, међународних оргранизација и других музеја. У циљу складиштења и излагања уметничких дела која су добијена, 11. фебруара 1964. године донета је одлума о оснивању музеја савремене уметности. Број донација је растао, а у периоду од 1966. до 1970. године изнајмљен је галеријски простор за одржавање изложби. Године 1969. почела је градња нове музејске зграде, која је званично отворена 13. новембра 1970. године.

## Архитектура
Зграда музеја заузима површину од 5.000 м2, а чине је три повезана објекта, у којој се налазе хале за повремене изложбе, стални изложбени простор, предавачка дворана, библиотека, архива и друге просторије.
У просторијама музеја одржавају се изложбе, уметничке дебате, филмске пројекције и други културни и уметнички догађаји. Музеј има вредну међународну колекцију македонске савремене уметности.

## Уметност
Међу изложеним радовима, музеј представља и уметнике модернизма, као и уметнике других уметничких покрета 20. века. У оквиру музеја налазе се радови следећих уметника :
| - Алберто Бури - Александер Колдер - Андре Масон - Антони Клејв - Виктор Вазарели - Георг Базелиц - Емил Фила - Емилио Ведова - Етјен Ајду | - Золтан Кемењ - Пабло Пикасо - Пјер Сулаж - Роберт Адамс - Роберт Јакобсен - Фернан Леже - Хас Хартунг - Христо |

## Галерија
- Поглед на музеј и брдо Кале
- Изложбени експонати
- Улаз у музеј